# فوجیکو تاکیموتو
فوجیکو تاکیموتو (انگلیسی: Fujiko Takimoto؛  – ) صداپیشه، و بازیگر اهل ژاپن بود. وی از سال ۱۹۹۰ میلادی تاکنون مشغول فعالیت بوده‌است.